# マイク・ホワイト
マイク・ホワイト（Mike White, 1970年6月28日 - ）は、アメリカ合衆国カリフォルニア州出身の脚本家・俳優・監督である。

## 来歴
ウェズリアン大学卒業。父親はジェリー・ファルエルやパット・ロバートソンのスピーチライターで、現在はゲイのための権利向上活動家であるメル・ホワイト（1994年にカミングアウト）。マイク・ホワイト自身はバイセクシュアルであることを公にしている。
『ドーソンズ・クリーク』や『フリークス学園』などの人気ドラマシリーズのプロデューサー兼脚本家だったが、『チャック&バック』で中身が子供のまま大人になった主人公のチャックを演じて高い評価を得た。
ジャック・ブラックとは個人的に親しく、これまで『オレンジカウンティ』、『スクール・オブ・ロック』と『ナチョ・リブレ 覆面の神様』で脚本を書いており、2人で「ブラック・アンド・ホワイト」という映画製作会社も設立していたのだが、2006年に閉鎖された。
アメージング・レースの第14シーズンと、オールスター版であるUnfinished Business(第18シーズン)に父親のメル・ホワイトとチームを組んで参加をした。
2021年からは、HBOでドラマシリーズ『ホワイト・ロータス/諸事情だらけのリゾート』の監督・脚本・製作総指揮を務めて、プライムタイム・エミー賞作品賞、脚本賞、監督賞、およびゴールデングローブ賞作品賞を受賞している。

## 主な出演作品
- チャック&バック Chuck&Buck （2000年） 脚本・出演
- オレンジカウンティ Orange County （2002年） 脚本・出演
- グッド・ガール The Good Girl （2002年） 脚本・出演
- スクール・オブ・ロック The School of Rock （2003年） 脚本・出演
- ステップフォード・ワイフ The Stepford Wives （2004年）
- Mr.ゴールデン・ボール/ 史上最低の盗作ウォーズ Gentlemen Broncos （2009年）
- バッド・ブロマンス The D Train （2015年） 製作・出演
- 47歳 人生のステータス Brad's Status （2017年） 監督・脚本・出演
- ゴリラのアイヴァン The One and Only Ivan（2020年） 脚本・声の出演

## 主な監督作品
- ラブ・ザ・ドッグ 犬依存症の女 Year of the Dog （2007年） 監督・脚本・製作
- ホワイト・ロータス/諸事情だらけのリゾート (2021年-) 監督・脚本・製作総指揮

## 参照
1. ↑  Steve Inskeep. "Religion, Politics a Potent Mix for Jerry Falwell", NPR, June 30, 2006
2. ↑  “Advocate, The: White out: writer-producer Mike White comes out and discusses the gay subtext in his new comedy, Orange County - film - Brief Article - Critical Essay - Interview”. Web.archive.org. (2004年11月8日).  オリジナルの2004年11月8日時点におけるアーカイブ。 2011年11月23日閲覧。
3. ↑  “Jack Black to Produce In College Football, Big Paydays for Humiliation”.   Movieweb.com. 2011年11月23日閲覧。
4. ↑  “Mel and Mike: Amazing Race”.  CBS. 2009年1月26日閲覧。
5. ↑  Olmstead, Kasey (2010年11月22日). “The Amazing Race 18: All Stars! (Spoilers)”. 2011年11月23日閲覧。